# Morti nel 2005/Aprile
| Questa pagina contiene informazioni ricavate automaticamente dalle voci biografiche con l'ausilio del template Bio e di un bot. L'aggiornamento è periodico e automatico e ricostruisce completamente la pagina. Se manca una persona in questa lista, sei pregato di non aggiungerla, ma accertati piuttosto che la sua voce biografica contenga il template Bio e che i dati anagrafici siano correttamente compilati. Se il template Bio manca, inseriscilo tu stesso o, in alternativa, metti l'avviso {{tmp\|Bio}} che ne segnala la mancanza. Se i dati riportati sono sbagliati, correggi direttamente la voce biografica; le modifiche saranno visibili in questa lista entro pochi giorni. Per chiarimenti vedi il progetto biografie. La lista contiene solo le 149 persone che sono citate nell'enciclopedia e per le quali è stato implementato correttamente il template Bio. Pagina aggiornata al 18 giu 2025. |

- 1º aprile - Alvaro Alsogaray, politico e imprenditore argentino (n. 1913)
- 1º aprile - Sergio Cafaro, pianista italiano (n. 1924)
- 1º aprile - Gegè Di Giacomo, batterista e cantante italiano (n. 1918)
- 1º aprile - Mitch Hedberg, comico statunitense (n. 1968)
- 1º aprile - Harald Juhnke, attore, doppiatore e cantante tedesco (n. 1929)
- 1º aprile - Angelo Mangano, poliziotto italiano (n. 1920)
- 2 aprile - Stanislas Breton, filosofo e teologo francese (n. 1912)
- 2 aprile - Antonino Buttafuoco, politico italiano (n. 1923)
- 2 aprile - Robert Creeley, poeta statunitense (n. 1926)
- 2 aprile - Philémon De Meersman, ciclista su strada belga (n. 1914)
- 2 aprile - Papa Giovanni Paolo II, papa, arcivescovo cattolico e santo polacco (n. 1920)
- 2 aprile - Jacques Rabemananjara, scrittore e politico malgascio (n. 1913)
- 3 aprile - Aleksy Antkiewicz, pugile polacco (n. 1923)
- 3 aprile - Jef Eygel, cestista belga (n. 1933)
- 3 aprile - Abdelkader Firoud, allenatore di calcio e calciatore francese (n. 1919)
- 3 aprile - Athos Miniati, calciatore italiano (n. 1922)
- 3 aprile - Renzo Vescovi, regista teatrale italiano (n. 1941)
- 4 aprile - Blanchette Brunoy, attrice francese (n. 1915)
- 4 aprile - Jean Leering, docente olandese (n. 1934)
- 5 aprile - Saul Bellow, scrittore canadese (n. 1915)
- 5 aprile - Robert Borg, cavaliere statunitense (n. 1913)
- 5 aprile - Chung Nam-sik, allenatore di calcio e calciatore sudcoreano (n. 1917)
- 5 aprile - Alberto Cipellini, politico e partigiano italiano (n. 1919)
- 5 aprile - Károly Ecser, sollevatore ungherese (n. 1931)
- 5 aprile - Julián Kent, dirigente sportivo, notaio e diplomatico argentino (n. 1917)
- 5 aprile - Edwin Leather, politico e scrittore canadese (n. 1919)
- 5 aprile - Dale Messick, fumettista statunitense (n. 1906)
- 5 aprile - Dragoljub Minić, scacchista serbo (n. 1936)
- 5 aprile - Roy Rea, calciatore nordirlandese (n. 1934)
- 6 aprile - Boris Aleksandrovič Baranov, ingegnere sovietico (n. 1940)
- 6 aprile - Francesco Laudadio, regista cinematografico italiano (n. 1950)
- 6 aprile - Ranieri III di Monaco, sovrano monegasco (n. 1923)
- 7 aprile - Cliff Allison, pilota automobilistico britannico (n. 1932)
- 7 aprile - Grīgorīs Mpithikōtsīs, cantautore greco (n. 1922)
- 7 aprile - Givi Nodia, calciatore e allenatore di calcio sovietico (n. 1948)
- 7 aprile - Peter Darbishire Orton, micologo britannico (n. 1916)
- 7 aprile - Yvonne Vera, scrittrice zimbabwese (n. 1964)
- 7 aprile - Max von der Grün, scrittore tedesco (n. 1926)
- 8 aprile - Giuseppe Ajmone, pittore italiano (n. 1923)
- 8 aprile - Maurice Lafont, allenatore di calcio e calciatore francese (n. 1927)
- 8 aprile - Yoshitarō Nomura, regista giapponese (n. 1919)
- 8 aprile - Onna White, coreografa e ballerina canadese (n. 1922)
- 8 aprile - Nevio Zeccara, fumettista italiano (n. 1924)
- 9 aprile - Cesare Civita, editore italiano (n. 1905)
- 9 aprile - Andrea Dworkin, saggista statunitense (n. 1946)
- 9 aprile - Jacques Ferrière, attore e doppiatore francese (n. 1932)
- 9 aprile - Claude Greder, pallanuotista francese (n. 1934)
- 9 aprile - Chico Scimone, nuotatore italiano (n. 1911)
- 9 aprile - Jerrel Wilson, giocatore di football americano statunitense (n. 1941)
- 10 aprile - Horacio Casarín, allenatore di calcio e calciatore messicano (n. 1918)
- 10 aprile - Sirio Giametta, architetto italiano (n. 1912)
- 10 aprile - Jean Trent, attrice statunitense (n. 1920)
- 11 aprile - John Brosnan, romanziere e saggista australiano (n. 1947)
- 11 aprile - Iván Fónagy, filologo e linguista ungherese (n. 1920)
- 11 aprile - André François, fumettista francese (n. 1915)
- 11 aprile - Maurice Hilleman, microbiologo statunitense (n. 1919)
- 11 aprile - Lucien Laurent, calciatore francese (n. 1907)
- 11 aprile - Dino Moro, politico e partigiano italiano (n. 1923)
- 11 aprile - Doug Peden, cestista canadese (n. 1916)
- 11 aprile - Luigi Roveda, politico italiano (n. 1936)
- 12 aprile - Georgi Pačedžiev, allenatore di calcio e calciatore bulgaro (n. 1916)
- 13 aprile - Franco Bircher, architetto svizzero (n. 1925)
- 13 aprile - Johnnie Johnson, pianista statunitense (n. 1924)
- 13 aprile - Nikola Ljubičić, generale e politico jugoslavo (n. 1916)
- 13 aprile - Henry Proctor, canottiere statunitense (n. 1929)
- 13 aprile - Juan Zanotto, fumettista argentino (n. 1935)
- 14 aprile - Chet Aubuchon, cestista e allenatore di pallacanestro statunitense (n. 1916)
- 14 aprile - Saunders Mac Lane, matematico statunitense (n. 1909)
- 14 aprile - Alessandro Ninchi, attore, regista e sceneggiatore italiano (n. 1935)
- 15 aprile - Peter Cargill, calciatore e allenatore di calcio giamaicano (n. 1964)
- 15 aprile - Art Cross, pilota automobilistico statunitense (n. 1918)
- 15 aprile - Jaime Fernández, attore messicano (n. 1927)
- 15 aprile - Gastone Lanfredini, artista e pittore italiano (n. 1923)
- 15 aprile - Carlos Muñoz Arosa, attore spagnolo (n. 1919)
- 16 aprile - Saul Abrantes, calciatore portoghese (n. 1929)
- 16 aprile - Fausto Cossu, carabiniere e partigiano italiano (n. 1914)
- 16 aprile - Giuseppe Falcucci, giornalista italiano (n. 1925)
- 16 aprile - Herm Gilliam, cestista statunitense (n. 1946)
- 16 aprile - Helen Lloyd Breed, attrice statunitense (n. 1911)
- 16 aprile - Volker Vogeler, regista e sceneggiatore tedesco (n. 1930)
- 17 aprile - Hans Gruijters, politico e giornalista olandese (n. 1931)
- 17 aprile - István Ilku, calciatore e allenatore di calcio ungherese (n. 1933)
- 17 aprile - Antonio Royo Marín, presbitero spagnolo (n. 1913)
- 18 aprile - Cristoforo Filetti, politico e avvocato italiano (n. 1914)
- 18 aprile - Clarence Gaines, cestista e allenatore di pallacanestro statunitense (n. 1923)
- 18 aprile - Norberto Höfling, dirigente sportivo, allenatore di calcio e calciatore rumeno (n. 1924)
- 18 aprile - Sam Mills, giocatore di football americano statunitense (n. 1959)
- 18 aprile - Franco Teodoro, grafico e designer italiano (n. 1939)
- 19 aprile - George Pan Cosmatos, regista greco (n. 1941)
- 19 aprile - Ruth Hussey, attrice statunitense (n. 1911)
- 19 aprile - Francisco Lavernia, cestista cubano (n. 1918)
- 19 aprile - László Nagy, pattinatore artistico su ghiaccio ungherese (n. 1927)
- 19 aprile - Niels-Henning Ørsted Pedersen, contrabbassista danese (n. 1946)
- 19 aprile - Erkki Penttilä, lottatore finlandese (n. 1932)
- 19 aprile - Giulio Saraudi, pugile italiano (n. 1938)
- 19 aprile - Nikola Wiegand, cestista tedesca (n. 1963)
- 20 aprile - Feroze Khan, hockeista su prato indiano (n. 1904)
- 20 aprile - Dragoslav Marković, politico jugoslavo (n. 1920)
- 20 aprile - Fumio Niwa, scrittore giapponese (n. 1904)
- 21 aprile - Giordano Abbondati, pattinatore artistico su ghiaccio italiano (n. 1948)
- 21 aprile - Gwynfor Evans, avvocato, scrittore e politico gallese (n. 1912)
- 21 aprile - William Kruskal, statistico statunitense (n. 1919)
- 21 aprile - Arturo Viviani, politico e avvocato italiano (n. 1916)
- 21 aprile - Zhang Chunqiao, politico, giornalista e critico letterario cinese (n. 1917)
- 22 aprile - Norman Bird, attore britannico (n. 1920)
- 22 aprile - Robert Fitzgerald, pattinatore di velocità su ghiaccio statunitense (n. 1923)
- 22 aprile - Erika Fuchs, traduttrice tedesca (n. 1906)
- 22 aprile - Philip Morrison, fisico statunitense (n. 1915)
- 22 aprile - Eduardo Paolozzi, scultore e incisore britannico (n. 1924)
- 22 aprile - Rodolfo Pichi Sermolli, botanico italiano (n. 1912)
- 22 aprile - Guido Vergani, giornalista e scrittore italiano (n. 1935)
- 22 aprile - Leonid Šamkovič, scacchista russo (n. 1923)
- 23 aprile - Andre Gunder Frank, sociologo e economista tedesco (n. 1929)
- 23 aprile - John Mills, attore britannico (n. 1908)
- 23 aprile - Achille Roncoroni, imprenditore italiano (n. 1923)
- 23 aprile - Romano Scarpa, fumettista e animatore italiano (n. 1927)
- 24 aprile - Michal Chudík, politico, diplomatico e scrittore slovacco (n. 1914)
- 24 aprile - Orfeo Pianelli, imprenditore e dirigente sportivo italiano (n. 1920)
- 24 aprile - Edgardo Siroli, attore e regista teatrale italiano (n. 1940)
- 24 aprile - Ezer Weizman, politico e generale israeliano (n. 1924)
- 25 aprile - Sennen Corrà, vescovo cattolico italiano (n. 1924)
- 25 aprile - John Love, pilota automobilistico zimbabwese (n. 1924)
- 25 aprile - René Maillard, calciatore svizzero (n. 1923)
- 26 aprile - Mason Adams, attore statunitense (n. 1919)
- 26 aprile - Hasil Adkins, cantautore e polistrumentista statunitense (n. 1937)
- 26 aprile - Elisabeth Domitien, politica centrafricana (n. 1925)
- 26 aprile - Giustino Pastorino, vescovo cattolico e missionario italiano (n. 1910)
- 26 aprile - Augusto Roa Bastos, scrittore paraguaiano (n. 1917)
- 26 aprile - Johnny Sample, giocatore di football americano statunitense (n. 1937)
- 26 aprile - Maria Schell, attrice austriaca (n. 1926)
- 26 aprile - Gordon Shaw, fisico statunitense (n. 1933)
- 27 aprile - Otello De Maria, pittore italiano (n. 1909)
- 28 aprile - Chuck Bittick, pallanuotista e nuotatore statunitense (n. 1939)
- 28 aprile - Chris Candido, wrestler statunitense (n. 1972)
- 28 aprile - Renzo Forma, politico italiano (n. 1916)
- 28 aprile - Percy Heath, contrabbassista statunitense (n. 1923)
- 28 aprile - Antimo Negri, filosofo italiano (n. 1923)
- 28 aprile - José Antonio Rubio, calciatore spagnolo (n. 1934)
- 29 aprile - Nerina Bertolini, cestista italiana (n. 1912)
- 29 aprile - Vernon DeMars, architetto e insegnante statunitense (n. 1908)
- 29 aprile - Mimmo Fusco, giornalista e telecronista sportivo italiano (n. 1947)
- 29 aprile - Pentti Laaksonen, cestista finlandese (n. 1929)
- 29 aprile - Antonio Russi, critico letterario italiano (n. 1916)
- 29 aprile - Gustave Van Overloop, ciclista su strada belga (n. 1918)
- 30 aprile - Sylve Bengtsson, allenatore di calcio e calciatore svedese (n. 1930)
- 30 aprile - Wim Esajas, mezzofondista surinamese (n. 1935)
- 30 aprile - Salvatore Massimino, imprenditore e dirigente sportivo italiano (n. 1932)
- 30 aprile - Ferdinando Palatucci, arcivescovo cattolico italiano (n. 1915)
- 30 aprile - Phil Rasmussen, aviatore statunitense (n. 1918)